# Pressure Point
Pressure Point (bra: Tormentos d'Alma) é um filme estadunidense de 1962, do gênero "Drama", dirigido por Hubert Cornfield, com roteiro baseado no conto "Destiny's Tot", de Robert Lindner.

## Elenco
- Sidney Poitier...chefe da psiquiatria / doutor
- Bobby Darin...paciente
- Peter Falk...psiquiatra iniciante
- Carl Benton Reid...Médico-chefe
- Mary Munday...mulher do bar
- Barry Gordon...paciente como menino
- Howard Caine...proprietário da taverna
- Gilbert Green...pai judeu
- Anne Barton...mãe do paciente
- James Anderson...pai do paciente
- Richard Bakalyan...Jimmy (amigo imaginário do paciente)
- Lynn Loring...moça judia
- Yvette Vickers...mulher bêbada

## Sinopse
Num presídio, o chefe de psiquiatria ouve as reclamações de um auxiliar seu querendo desistir do caso de um garoto negro. Ele acha que o chefe, por ser negro, poderá cuidar melhor desse paciente. O chefe então lhe conta sobre um dos seus primeiros pacientes, que conhecera no início da carreira em 1942 (mostrado em flashback). Esse paciente fora condenado a três anos por rebelião, por ser um admirador de Hitler e seguidor da ideologia nazista. Além disso tem sérios problemas psicológicos por causa de uma infância problemática, sofre de insônia, ataques e alucinações. O doutor o ajuda a melhorar de seus vários problemas e ele se torna um prisioneiro exemplar. As autoridades do presídio querem dar a condicional ao prisioneiro, mas o doutor se nega pois acha que ele é um homem "perigoso". As autoridades desconfiam de que o médico está tomando uma atitude "parcial" devido ao prisioneiro ser abertamente racista.